# Перелік файлових форматів
Це перелік файлових форматів, які використовуються комп'ютерами, впорядковані за типом.
Розширення імен файлів зазвичай відзначаються в дужках, якщо вони відрізняються від імені або абревіатури формату файлу. Багато операційних систем не обмежують назви файлів одним розширенням, меншим за чотири символи, як це було властиво деяким ОС, які підтримували файлову систему таблиці розташування файлів (англ. FAT). Приклади операційних систем, які не встановлюють цей ліміт, системи схожі на Unix, та Microsoft Windows NT, 95, 98 та ME, які не мають обмеження на три символи для розширень для 32-бітних або 64-бітних програм у файлових системах, крім попередніх — Windows 95 та Windows NT 3.5 версії файлової системи FAT. Деякі назви файлів мають розширення довше трьох символів. Хоча MS-DOS та NT завжди бачать кінцевий період у імені файлу, як розширення, в UNIX-подібних системах кінцевий період не обов'язково означає, що наступним текстом є розширення.
Деякі формати файлів, такі як .txt або .text, можуть бути перелічені декілька разів.

## Архівування та стиснення
- .?Q? — файл стиснуто, найчастіше SQ програмою
- 7z — 7-Zip стиснений файл
- AAPKG — ArchestrA IDE
- AAC — Advanced Audio Coding
- ace — ACE стиснений файл
- ALZ — ALZip стиснений файл
- APK — Інсталяційні додатки для Android
- APPX — Microsoft Пакети додатків (.appx)
- AT3 — Sony's UMD стиснені дані
- .bke — BackupEarth.com стиснені дані
- ARC — pre-Zip стиснені дані
- ARC — Nintendo U8 Архів (загалом стиснуто Yaz0)
- ARJ — ARJ стиснений файл
- ASS (також SAS) — файл субтитрів створений у Aegisub, додаток для набору(typesetting) відео (також Halo файл ігрового двигуна)
- B — (B файл) Схоже до .a, але трішки менше стиснуто…
- BA — Scifer архів (.ba), Scifer тип зовнішнього архіву
- big — спеціальний формат стискання файлів, що використовують у Electronic Arts для даних в багатьох іграх EA
- BIN — стиснений архів, можливо читати і використовувати у CD-ROM і Java, витягується з допомогою 7-zip і WINRAR
- bjsn — Застосовують для The Escapists зберігання на Android
- BKF (.bkf) — Microsoft backup створений NTBackup.c
- bzip2 (.bz2) — формат файлу архіву, першопочатково застосовувався у ОС сімейства Linux
- bld — Skyscraper Simulator Building
- cab — A cabinet (.cab) файл, бібліотека стиснених файлів збережених як один файл. Файли кабінетів використовуються для організації інсталяційних файлів, скопійованих у систему користувача[2]
- c4 — JEDMICS файли образів, DOD system
- cals — JEDMICS файли образів, DOD system
- CLIPFLAIR (.clipflair, .clipflair.zip) — ClipFlair Studio[3] компонент збережений файл стану (містить параметри компонентів у XML, extra/attached стан файлів та вкладених компонентів у дочірніх .clipflair.zip файлах — діяльність також є складовими і може бути вкладена на будь-яку глибину)
- CPT, SEA — Compact Pro (Macintosh)
- DAA — закритий формат, Windows- тільки стиснений образ диска
- deb — Debian інсталяційний пакет
- DMG — an Apple стиснутий/зашифрований формат
- DDZ — файл, який може бути використаний лише «двигуном daydreamer», створеним «fever-dreamer», програмою, схожою на RAGS, в основному використовується для створення дещо коротких ігор
- DN — формат файлу Adobe Dimension CC
- DPE — Пакет документів AVE, виготовлений за допомогою засобів цифрової публікації Aquafadas
- .egg — Alzip Egg Edition стиснутий файл
- EGT (.egt) — EGT Універсальний документ, який також використовується для створення стислих файлів кабінету, замінює .ecab
- ECAB (.ECAB, .ezip) — EGT Стиснута тека, яка використовується в сучасних системах для стиснення цілих системних тек, заміна EGT Universal Document
- ESD — Electronic Software Distribution, стиснутий і зашифрований WIM файл
- ESS (.ess) — EGT SmartSense файл, виявляє файли, стиснуті за допомогою системи стиснення EGT
- Flipchart file (.flipchart) — Used in Promethean[4] Flipchart Software.
- GBP[5] — 2 типи файлів: 1. An archive index file створені Genie Timeline[6]. Він містить посилання на файли, які користувач обрав для резервного копіювання; посилання можуть бути на архівний файл або на пакет файлів. Ці файли можливо відкрити за допомогою Genie-Soft Genie Timeline під Windows. 2. data output file створено CAD Printed Circuit Board (PCB). Цей тип файлів можна відкрити під Windows використовуючи Autodesk EAGLE[7], Altium Designer[8], Viewplot[9], Gerbv[10] on Mac using Autodesk EAGLE, Gerbv, gEDA[11] і під Linux використовуючи Autodesk EAGLE, gEDA, Gerbv
- GHO (.gho, .ghs) — Norton Ghost
- GIF (.gif) — Graphics Interchange Format
- gzip (.gz) — стиснений файл
- HARR - формат архіву HTTP
- HTML (.html) HTML файл коду
- IPG (.ipg) — Формат, у якому Apple Inc. пакує свої ігри для iPod. Можуть бути розпаковані Winrar
- jar — ZIP файл з маніфестом для використання з програмами Java
- LBR (.Lawrence) — тип файлу Lawrence Compiler
- LBR — файл бібліотеки
- LQR — LBR файл бібліотеки стиснутий SQ програмою
- LHA (.lzh) — Lempel, Ziv, Huffman
- lzip (.lz) — стиснений файл
- lzo
- lzma — Lempel–Ziv–Markov ланцюговий алгоритм стиснення файлу
- LZX
- MBW (.mbw) — MBRWizard архів
- MHTML — Mine HTML (Hyper-Text Markup Language) файл коду
- MPQ Archives (.mpq) — Використовують у Blizzard Entertainment
- BIN (.bin) — MacBinary
- NTH (.nth) — Nokia Тема, яку використовують у Nokia Series 40 Мобільний телефон
- OAR (.oar) — OAR архів
- OSK osu! стиснутий скін архів
- OSZ — osu! стиснутий beatmap архів
- PAK — Розширений тип .ARC архіву
- PAR (.par, .par2) — Пархів
- PAF (.paf) — Portable Application File
- PEA (.pea) — PeaZip файл архіву
- PHP (.php) — PHP файл коду
- PYK (.pyk) — стиснений файл
- PK3 (.pk3) — Quake 3 архів (Дивитись нотатки до Doom³)
- PK4 (.pk4) — Doom³ архів (відкривається аналогічно архіву zip)
- py / pyw — файл коду Python
- RAR (.rar) — Rar архів, для мультифайлового архівування (rar у .r01-.r99, to s01 and so on)
- RAG, RAGS — Ігровий файл, гра, що відтворюється в ігровому двигуні RAGS, безкоштовна програма, яка дозволяє людям створювати ігри, а також грати в ігри, створені ігри мають формат «RAG game file»
- RaX — архівний файл створено у RaX
- RPM — Red Hat package/installer for Fedora, RHEL, та подібних систем
- sb — Scratch файл
- sb2 — Scratch 2.0 файл
- sb3 — Scratch 3.0 файл
- SEN — Scifer Archive (.sen) — Scifer Internal Archive Type
- SIT (.sitx) — StuffIt (Macintosh)
- SIS/SISX — Symbian Application Package
- SKB — Google SketchUp backup File
- SQ (.sq) — Squish Compressed архів
- SWM — Splitted WIM File, usually found on OEM Recovery Partition to store preinstalled Windows image, and to make Recovery backup (to USB Drive) easier (due to FAT32 limitations)
- SZS — Nintendo Yaz0 стиснений архів
- TAR — група файлів, запаковані як один файл
- TGZ (.tar.gz) — gzipped tar файл
- TB (.tb) — Tabbery Virtual Desktop Tab файл
- TIB (.tib) — Acronis True Image backup
- UHA — Ultra High Archive Compression
- UUE (.uue) — unified utility engine — the generic and default format for all things UUe-related.
- VIV — Archive format used to compress data for several video games, including Need For Speed: High Stakes.
- VOL — video game data package.
- VSA — Altiris Virtual Software Archive
- WAX — Wavexpress — A ZIP alternative optimized for packages containing video, allowing multiple packaged files to be all-or-none delivered with near-instantaneous unpacking via NTFS file system manipulation.
- WIM — Стиснений образ диска для інсталювання Windows Vista чи вище версій, Windows Fundamentals for Legacy PC, or restoring a system image made from Backup and Restore (Windows Vista/7)
- XAP — Windows Phone пакет додатка
- xz — xz стиснений файл, базується на LZMA/LZMA2 алгоритмі
- Z — Unix стиснення файл
- zoo — базується на LZW
- zip — популярний формат стиснення

### Архівування фізичних носіїв, що записуються
- ISO — загальний формат для більшості оптичних носіїв, включаючи CD-ROM, DVD-ROM, Blu-ray Disc, HD DVD та UMD
- NRG — фірмовий формат архіву оптичних носіїв, який використовується програмами Nero
- IMG — для архівування дискети форматованих DOS, великих оптичних носіїв та накопичувачів жорсткого диска
- ADF — формат диска Amiga, для архівації дискети Amiga
  - ADZ — стискання GZip, версія ADF
  - DMS — Disk Masher System, система архівації дисків, яка є вихідною з Amiga
- DSK — для архівування дискети з ряду інших платформ, зокрема ZX Spectrum та Amstrad CPC
- D64 — архів дискети Commodore 64
- SDI — образ системи для її розгортання, що використовується для архівації та надання функціональності «віртуального диска»
- MDS — формат образа рідного диска інструментів DAEMON, який використовується для створення зображень з оптичного CD-ROM, DVD-ROM, HD DVD або Blu-ray Disc. Він поставляється разом з файлом MDF і може бути змонтований за допомогою інструментів DAEMON.
- MDX — новий формат інструментів DAEMON, який дозволяє отримати один файл образу диска MDX замість двох (MDF та MDS).
- DMG — файли «образів» диска Macintosh (MPEG-1 знайдено в a .DAT-файлі на відео CD)
- CDI — файл образу DiscJuggler
- CUE — CDRWrite файл образів CUE
- CIF — формат Easy CD Creator .cif
- C2D — формат Roxio-WinOnCD .c2d
- DAA — формат PowerISO .daa
- B6T — файл образу BlindWrite 5/6

## Рецепти глазурі, кераміка
Формати файлів для програмного забезпечення, баз даних та вебсайтів, які використовуються гончарами та художниками-керамістами для керування рецептами, глазурі, хімії глазурі тощо.
- Текстовий формат GlazeChem INSIGHT Live[12]
- GlazeMaster .tab xml — програмне забезпечення GlazeMaster[13][14]
- HyperGlaze .hgz — програмне забезпечення HyperGlaze[15]
- Insight XML — програмне забезпечення DigitalFire Insight[16]
- Insight .rcp (застаріле, програмне забезпечення DigitalFire Insight)[16]
- Insight .rcx (застаріле, програмне забезпечення DigitalFire Insight)[16]
- Програмне забезпечення Matrix[17]

## Комп'ютерний дизайн
Комп'ютеризований — це префікс для декількох категорій інструментів (наприклад, проектування, виготовлення, інженерія), які допомагають професіоналам у відповідних галузях (наприклад, обробка, архітектура, схеми).

### Комп'ютерний дизайн (CAD)
Програмне забезпечення для автоматизованого проектування (CAD) допомагає інженерам, архітекторам та іншим професіоналам у галузі дизайну.
- 3DXML — Графічне зображення Dassault Systemes
- 3MF — Microsoft 3D Manufacturing формат[18]
- ACP — VA Software VA — віртуальна архітектура CAD файл
- AMF — Additive Manufacturing File Format
- AEC — DataCAD drawing format[19]
- AR — Ashlar-Vellum Argon — 3D моделювання
- ART — ArtCAM модель
- ASC — BRL-CAD Файл Геометрії (старий ASCII формат)
- ASM — Solidedge Assembly, Pro/ENGINEER Assembly
- BIN, BIM — Data Design System DDS-CAD
- BREP — Open CASCADE 3D model (shape)
- C3D — C3D Toolkit формат файлу
- CCC — CopyCAD Криві
- CCM — CopyCAD Модель
- CCS — CopyCAD Сесія
- CAD — CadStd
- CATDrawing — CATIA V5 Drawing документ
- CATPart — CATIA V5 Part документ
- CATProduct — CATIA V5 Assembly документ
- CATProcess — CATIA V5 Manufacturing документ
- cgr — CATIA V5 graphic representation файл
- ckd — KeyCreator CAD Моделювання
- ckt — KeyCreator CAD Моделювання
- CO — Ashlar-Vellum Cobalt — parametric drafting and 3D моделювання
- DRW — Caddie Early version of Caddie drawing — Prior to Caddie changing to DWG
- DFT — Solidedge Draft
- DGN — MicroStation файл дизайну
- DGK — Delcam Geometry
- DMT — Delcam Machining Triangles
- DXF — ASCII Drawing Interchange формат файлу, AutoCAD
- DWB — VariCAD drawing файл
- DWF — Autodesk's Web Design Format; AutoCAD & Revit can publish to this format; similar in concept to PDF files; Autodesk Design Review is the reader
- DWG — Popular file format for Computer Aided Drafting applications, notably AutoCAD, Open Design Alliance applications, and Autodesk Inventor Drawing файл
- EASM — SolidWorks eDrawings assembly файл
- EDRW — eDrawings drawing файл
- EMB — Wilcom ES Designer Embroidery CAD файл
- EPRT — eDrawings part файл
- EscPcb — «esCAD pcb» data file by Electro-System (Japan)
- EscSch — «esCAD sch» data file by Electro-System (Japan)
- ESW — AGTEK формат
- EXCELLON — Excellon file
- EXP — Drawing Express формат
- F3D — Autodesk Fusion 360 archive файл[20]
- FCStd — Native file format of FreeCAD CAD/CAM пакет
- FM — FeatureCAM Part файл
- FMZ — FormZ Project файл
- G — BRL-CAD Geometry файл
- GBR — Gerber файл
- GLM — KernelCAD модель
- GRB — T-FLEX CAD файл
- GTC — GRAITEC Advance формат
- IAM — Autodesk Inventor Assembly файл
- ICD — IronCAD 2D CAD файл
- IDW — Autodesk Inventor Drawing файл
- IFC — buildingSMART for sharing AEC and FM data
- IGES — Initial Graphics Exchange Specification
- Intergraph Standard File Formats — Intergraph
- IPN — Autodesk Inventor файл Презентації
- IPT — Autodesk Inventor Part файл
- JT — Jupiter Tesselation
- MCD — Monu-CAD (Monument/Headstone Drawing file)
- model — CATIA V4 part документ
- OCD — Orienteering Computer Aided Design (OCAD) файл
- PAR — Solidedge Part
- PIPE — PIPE-FLO Professional Piping system design файл
- PLN — ArchiCad project
- PRT — NX (recently known as Unigraphics), Pro/ENGINEER Part, CADKEY Part
- PSM — Solidedge Sheet
- PSMODEL — PowerSHAPE Модель
- PWI — PowerINSPECT Файл
- PYT — Pythagoras Файл
- SKP — SketchUp Модель
- RLF — ArtCAM Relief
- RVM — AVEVA PDMS 3D Review моделі
- RVT — Autodesk Revit файли проекту
- RFA — Autodesk Revit family файли
- S12 — Spirit файл, by Softtech
- SCAD — OpenSCAD 3D part модель
- SCDOC — SpaceClaim 3D Part/Assembly
- SLDASM — SolidWorks Assembly drawing
- SLDDRW — SolidWorks 2D drawing
- SLDPRT — SolidWorks 3D part модель
- dotXSI — For Softimage
- STEP — Standard for the Exchange of Product дані моделі
- STL — формат стереолітографічних даних, який використовують різні САПР і стереолітографічні друкарські машини.
- STD — Power Vision Plus — Electricity Meter Data (Circutor)
- TCT — TurboCAD drawing template
- TCW — TurboCAD for Windows 2D and 3D drawing
- UNV — I-DEAS I-DEAS (Integrated Design and Engineering Analysis Software)
- VC6 — Ashlar-Vellum Graphite — 2D and 3D drafting
- VLM — Ashlar-Vellum Vellum, Vellum 2D, Vellum Draft, Vellum 3D, DrawingBoard
- VS — Ashlar-Vellum Vellum Solids
- WRL — подібний до STL, але включає колір. Використовується різними САПР і машинами швидкого прототипування тривимірного друку. Також використовується для моделей VRML в інтернеті.
- X_B — Parasolids бінарний формат
- X_T — Parasolids
- XE — Ashlar-Vellum Xenon — для асоціативного 3D моделювання
- ZOFZPROJ — ZofzPCB 3D PCB модель, containing mesh, netlist and BOM

### Електронна автоматизація дизайну (Electronic design automation(EDA))
Електронна автоматизація проектування (EDA) або електронний комп'ютерний дизайн (ECAD) є специфічною для галузі електротехніки.
- BRD — файл дошки для редактора макетів EAGLE, комерційний інструменту дизайну друкованих плат
- BSDL — Мова опису для тестування через JTAG
- CDL — транзисторний формат netlist для проектування ІС
- CPF — специфікація доменної потужності при впровадженні системи на мікросхемі (SoC) (див. Також UPF)
- DEF — макет рівня на воротах
- DSPF — детальний стандартний паразитний формат, аналогові паразитичні взаємозв'язки в конструкціях ІС
- EDIF — Виробник нейтральні ворота -рівень списку з'єднань формату
- FSDB — Аналоговий формат сигналу (див. Також переглядач форм сигналу)
- GDSII — Формат для друкованої плати та компонування інтегральних мікросхем
- HEX — ASCII — кодований бінарний формат для скидів пам'яті
- LEF — Формат бібліотечного обміну, фізичний конспект комірок для проектування ІС
- LIB — формат бібліотечного моделювання (функція, терміни)
- MS12 — мультисим- файл NI
- OASIS — Відкритий стандарт обміну системою ілюстрацій
- OpenAccess — Дизайн формату бази даних з API
- PSF — фірмовий формат каденції для зберігання результатів моделювання / форм хвилі (обмеження 2 Гб)
- PSFXL — фірмовий формат каденції для зберігання результатів моделювання / форм хвилі
- SDC — обмеження дизайну Synopsys, формат для синтезу обмежень
- SDF — Стандарт для таймінгів на рівні воріт
- SPEF — Стандартний формат для паразитики взаємозв'язків в ІС- дизайні
- SPI, CIR — SPICE Netlist, мережевий список на рівні пристрою та команди для моделювання
- SREC, S19 — S-запис, ASCII - закодований формат для скидів пам'яті
- SST2 — фірмовий формат каденції для зберігання результатів / сигналів моделювання змішаного сигналу
- STIL — стандартна мова тестового інтерфейсу, стандарт IEEE1450-1999 для тестових шаблонів для ІС
- SV — вихідний файл SystemVerilog
- S * P — Файл даних параметра параметрів розсіювання Touchstone / EEsof — продуктивність, вимірювання або імітація багатопортових чорних блоків
- TLF — Містить часові та логічну інформацію про колекцію комірок (елементів схеми)
- UPF — Стандарт специфікації домену Power в реалізації SoC
- V — вихідний файл Verilog
- VCD — Стандартний формат для цифрового моделювання сигналу
- VHD, VHDL — вихідний файл VHDL
- WGL — Мова генерації форми сигналу, формат тестових патернів для ІС

### Технологія випробувань
Файли виводяться з автоматичного тестового обладнання або після обробки.
- Стандартний формат даних тесту

## База даних
- 4DB — 4D база даних — файл структури
- 4DD — 4D база даних — файл даних
- 4DIndy — 4D БД файл індексу структури
- 4DIndx — 4D БД файл індексу даних
- 4DR — 4D БД файл даних ресурсів (у старих 4D версіях)
- ACCDB — база даних Microsoft (Microsoft Office Access 2007 та новіших версій)
- ACCDE — скомпільована база даних Microsoft (Microsoft Office Access 2007 та новіших версій)
- ADT — сервер баз даних Sybase Advantage (ADS)
- APR — введення даних та звіти щодо Lotus-підходу
- BOX — база даних маршрутизації пошти Lotus Notes
- CHML — Krasbit Technologies зашифрований файл бази даних для інтеграції в один клік між програмним забезпеченням для управління контактами та chameleon™ лінійкою рішень робочого процесу для зображень
- DAF — файл даних про цифровий якір
- DAT — DOS Basic
- DAT — файл бази даних Intersystems Caché
- BD — Парадокс
- BD — SQLite
- DBF — db/dbase II, III, IV і V, Clipper, Harbor / xHarbour, Fox / FoxPro, Oracle
- DTA — файл бази даних Sage Sterling
- EGT — універсальний документ EGT, що використовується для стиснення баз даних sql до менших файлів, може містити оригінальний стиль бази даних EGT
- ESS — БД файлів та їх стиснені стилі. Характерно для EGT SmartSense
- EAP — Enterprise Architect проект
- FDB — бази даних Firebird
- FDB — файл бази даних Navision
- FP, FP3, FP5 та FP7 — FileMaker Pro
- FRM — визначення таблиці MySQL
- GDB — бази даних InterBase Borland
- GTABLE — таблиця злиття Google Drive
- KEXI — файл бази даних Kexi (на базі SQLite)
- KEXIC — ярлик до підключення до бази даних для БД Kexi на сервері
- KEXIS — ярлик до бази даних Kexi
- LDB — тимчасовий файл бази даних, існує лише тоді, коли база даних відкрита
- LIRs — Layered IntageR storage. Зберігає цілі числа з символами, такими як крапки з комою, для створення списків даних
- MDA — файл надбудови для Microsoft Access
- MDB — база даних Microsoft Access
- ADP — проект Microsoft Access (використовується для доступу до баз даних на сервері)
- MDE — Скомпільована база даних Microsoft (доступ)
- MDF — база даних Microsoft SQL Server
- MYD — дані таблиці MySQL MyISAM
- MYI — індекс таблиці MySQL MyISAM
- NCF — файл конфігурації Lotus Notes
- NSF — база даних Lotus Notes
- NTF — шаблон дизайну бази даних Lotus Notes
- NV2 — QW Page NewViews об'єктно-орієнтована база даних обліку
- ODB — база даних LibreOffice або база даних OpenOffice
- ORA — файли простору таблиць Oracle іноді отримують це розширення (також використовується для файлів конфігурації)
- PCONTACT — файл контактів WinIM
- PDB — база даних Palm OS
- PDI — зображення портативної бази даних
- PDX — управління базами даних Corel Paradox
- PRC — база даних ресурсів Palm OS
- SQL — запити SQL в комплекті
- REC — база даних рекутилів GNU
- REL — Sage Retrieve 4GL файл даних
- RIN — Sage Retrieve 4GL файл індексу
- SDB — StarOffice 's StarBase
- SDF — файл компактної бази даних SQL
- sqlite — SQLite
- UDL — універсальне посилання даних
- waData — файл даних бази Wakanda
- waIndx — файл індексу бази даних Wakanda
- waModel — Файл моделі Wakanda
- waJournal — база даних Wakanda — файл журналу
- WDB — база даних Microsoft Works
- WMDB — файл бази даних Windows Media — файл CurrentDatabase_360.wmdb може містити назву файлу, властивості файлів, музику, відео, фотографії та інформацію про список відтворення

## Настільне видавництво
- AI — Adobe Illustrator
- AVE/ZAVE — Aquafadas
- CDR — CorelDraw
- CHP/pub/STY/CAP/CIF/VGR/FRM — Ventura Publisher — Xerox (DOS/GEM)
- CPT — Фото-фарба Corel
- DTP — видавець Greenstreet, GST PressWorks
- FM — Adobe FrameMaker
- GDRAW — Малюнок на Диску гугл
- ILDOC — Broadvision Quicksilver документ
- INDD — Adobe InDesign
- MCF — дизайнер FotoInsight
- PDF — Adobe Acrobat або Adobe Reader
- PMD — Adobe PageMaker
- PPP — Serif PagePlus
- PSD — Adobe Photoshop
- PUB — Microsoft Publisher
- QXD — QuarkXPress
- SLA/SCD — Scribus
- XCF — формат файлу, який використовується GIMP, а також інші програми

## Документ
Ці файли зберігають відформатований текст і звичайний текст. 
| - 0 — Plain Text Document, normally used for licensing - 1ST — Plain Text Document, normally preceded by the words «README» (README.1ST) - 600 — Plain Text Document, used in UNZIP history log - 602 — Text602 document - ABW — AbiWord document - ACL — MS Word AutoCorrect List - AFP — Advanced Function Presentation — IBc - AMI — Lotus Ami Pro - Amigaguide - ANS — American National Standards Institute (ANSI) text - ASC — ASCII text - AWW — Ability Write - CCF — Color Chat 1.0 - CSV — ASCII text as comma-separated values, used in spreadsheets and database management systems - CWK — ClarisWorks-AppleWorks document - DBK — DocBook XML sub-format - DITA — Darwin Information Typing Architecture document - DOC — Microsoft Word document - DOCM — Microsoft Word macro-enabled document - DOCX — Office Open XML document - DOT — Microsoft Word document template - DOTX — Office Open XML text document template - DWD — DavkaWriter Heb/Eng word processor file - EGT — EGT Universal Document - EPUB — EPUB open standard for e-books - EZW — Reagency Systems easyOFFER document - FDX — Final Draft - FTM — Fielded Text Meta - FTX — Fielded Text (Declared) - GDOC — Google Drive Document - HTML — HyperText Markup Language (.html, .htm) - HWP — Haansoft (Hancom) Hangul Word Processor document - HWPML — Haansoft (Hancom) Hangul Word Processor Markup Language document - LOG — Text log file - LWP — Lotus Word Pro - MBP — metadata for Mobipocket documents - MD — Markdown text document - ME — Plain text document normally preceded by the word «READ» (READ.ME) - MCW — Microsoft Word for Macintosh (versions 4.0–5.1) - Mobi — Mobipocket documents - NB — Mathematica Notebook - nb — Nota Bene Document (Academic Writing Software) - NBP — Mathematica Player Notebook - NEIS — 학교생활기록부 작성 프로그램 (Student Record Writing Program) Document - ODM — OpenDocument master document - ODOC — Synology Drive Office Document - ODT — OpenDocument text document - OSHEET — Synology Drive Office Spreadsheet - OTT — OpenDocument text document template | - OMM — OmmWriter text document - PAGES — Apple Pages document - PAP — Papyrus word processor document - PDAX — Portable Document Archive (PDA) document index file - PDF — Portable Document Format - QUOX — Question Object File Format for Quobject Designer or Quobject Explorer - Radix-64 - RTF — Rich Text document - RPT — Crystal Reports - SDW — StarWriter text document, used in earlier versions of StarOffice - SE — Shuttle Document - STW — OpenOffice.org XML (obsolete) text document template - Sxw — OpenOffice.org XML (obsolete) text document - TeX — TeX - INFO — Texinfo - Troff - TXT — ASCII or Unicode plain text file - UOF — Uniform Office Format - UOML — Unique Object Markup Language - VIA — Revoware VIA Document Project File - WPD — WordPerfect document - WPS — Microsoft Works document - WPT — Microsoft Works document template - WRD — WordIt! document - WRF — ThinkFree Write - WRI — Microsoft Write document - XHTML (xhtml, xht) — eXtensible HyperText Markup Language - XML — eXtensible Markup Language - XPS — Open XML Paper Specification |

## Фінансові записи
- Файл MYO — MYOB Limited (Windows)
- Файл MYOB — обмежений MYOB (Mac)
- ТАКС — файл TurboTax
- YNAB — Вам потрібен файл бюджету (You Need a Budget (YNAB))

### Формати передачі фінансових даних
- Інтерактивний фінансовий обмін (IFX) — специфікація на основі XML для різних форм фінансових операцій
- Відкрита фінансова біржа (.ofx) — Відкритий стандарт, що підтримується CheckFree та Microsoft і частково Intuit; На основі SGML та пізніших XML
- QFX — фірмовий формат оплати, який використовується тільки Intuit
- Quicken Interchange Format (.qif) — Відкритий стандарт, який раніше підтримувався Intuit

## Файл шрифту
- ABF — шрифт Adobe Binary Screen
- AFM — Adobe Font Metrics
- BDF — Формат розповсюдження растрових зображень
- BMF — формат шрифту ByteMap
- BRFNT — формат шрифту бінарної революції
- FNT — шрифт, що розкривається — Графічний менеджер середовища (GEM)
- FON — шрифт, що розкривається — Microsoft Windows
- MGF — MicroGrafx Font
- OTF — шрифт OpenType
- PCF — портативний компільований формат
- Шрифт PostScript — Тип 1, Тип 2
  - PFA — шрифт принтера ASCII
  - PFB — Бінарний шрифт принтера — Adobe
  - PFM — Метричні шрифти принтера — Adobe
  - AFM — Adobe Font Metrics
  - FOND — Ресурс опису шрифту — Mac OS
- SFD — шрифт бази даних шрифту FontForge
- SNF — звичайний формат сервера
- TDF — TheDraw Font
- TFM — метрика шрифту TeX
- TTF (.ttf, .ttc) — шрифт TrueType
- UFO — Unified Font Object — це крос-платформа, перехресне додаток, читабельний для людини, майбутній формат підтвердження для зберігання даних про шрифт.
- WOFF — Відкритий формат шрифту

## Географічна інформаційна система
- ASC — текстовий файл точки інтересу (POI) ASCII (POI)
- APR — ESRI ArcView 3.3 та більш ранній файл проекту
- DEM — формат файлу DEM USGS
- E00 — формат файлу обміну ARC / INFO
- GeoJSON - Географічно розташовані дані в позначенні об'єкта
- GeoTIFF — географічно розташовані растрові дані
- GML — Мовний файл географічної розмітки[22]
- GPX — формат обміну на основі XML
- ITN — формат маршруту TomTom
- MXD — файл проекту ESRI ArcGIS, 8.0 і вище
- NTF — Національний файл формату передачі
- OV2 — файл накладання POI TomTom
- SHP — формуляр ESRI
- TAB — Формат файлу MapInfo Table
- World TIFF — географічно розташовані растрові дані: текстовий файл, що дає кутову координату, растрові комірки на одиницю та обертання
- DTED — Дані про цифровий підйом місцевості
- KML — мова розмітки замкових замків, заснована на XML

## Графічна інформація організаторів
- 3DT — 3D Topicscape — база даних, в якій містяться метадані 3D- тематичного пейзажу, це форма 3D-концепції концепції (як 3D-карта розуму), яка використовується для організації ідей, інформації та комп'ютерних файлів
- ATY — файл 3D Topicscape, який створюється при експорті типу асоціації; використовується для дозволу в обидва кінці (експортувати Topicscape, змінити файли та папки за бажанням, повторно імпортувати в 3D Topicscape)
- CAG — лінійна система відліку
- FES — файл 3D Topicscape, який виробляється при експортуванні файлу без файлів у 3D Topicscape до Windows. Використовується для дозволу в обидва кінці (експортувати Topicscape, змінити файли та папки за бажанням, повторно імпортувати їх у 3D Topicscape)
- MGMF — Формат файлу програмного забезпечення MindGenius Mind Mapping
- MM — файл карти пам'яті FreeMind (XML)
- MMP — файл розумової карти Mind Manager
- TPC — 3D- файл Topicscape, який виробляється при експортуванні файлу посилань між тематичними темами до Windows; використовується для дозволу в обидва кінці (експортувати Topicscape, змінити файли та папки за бажанням, повторно імпортувати в 3D Topicscape)

## Графіка

### Колірна палітра
- ACT — кольорова таблиця Adobe. Містить необроблену палітру кольорів і складається з 256 значень кольору 24-бітових RGB.
- ASE — Adobe Swatch Exchange. Використовується Adobe Photoshop, Illustrator та InDesign.[23]
- GPL — файл палітри GIMP. Використовує текстове подання назв кольорів та значень RGB. Різні графічні редактори з відкритим кодом можуть читати цей формат[24] включаючи GIMP, Inkscape, Krita,[25] KolourPaint, Scribus, CinePaint та MyPaint .[26]
- PAL — файл палітри Microsoft RIFF

### Управління кольором
- ICC / ICM — Кольоровий профіль, що відповідає специфікації ICC .

### Растрова графіка
Растрові або растрові файли зберігають зображення як групу пікселів.
| - ART — America Online proprietary format - BLP — Blizzard Entertainment proprietary texture format - BMP — Microsoft Windows Bitmap formatted image - BTI — Nintendo proprietary texture format - CD5 — Chasys Draw IES image - CIT — Intergraph is a monochrome bitmap format - CPT — Corel PHOTO-PAINT image - CR2 — Canon camera raw format; photos have this on some Canon cameras if the quality RAW is selected in camera settings - CLIP — CLIP STUDIO PAINT format - CPL — Windows control panel file - DDS — DirectX texture file - DIB — Device-Independent Bitmap graphic - DjVu — DjVu for scanned documents - EGT — EGT Universal Document, used in EGT SmartSense to compress PNG files to yet a smaller file - Exif — Exchangeable image file format (Exif) is a specification for the image format used by digital cameras - GIF — CompuServe's Graphics Interchange Format - GRF — Zebra Technologies proprietary format - ICNS — format for icons in macOS. Contains bitmap images at multiple resolutions and bitdepths with alpha channel. - ICO — a format used for icons in Microsoft Windows. Contains small bitmap images at multiple resolutions and bitdepths with 1-bit transparency or alpha channel. - IFF (.iff, .ilbm, .lbm) — ILBM - JNG — a single-frame MNG using JPEG compression and possibly an alpha channel - JPEG, JFIF (.jpg or .jpeg) — Joint Photographic Experts Group; a lossy image format widely used to display photographic images - JP2 — JPEG2000 - JPS — JPEG Stereo - LBM — Deluxe Paint image file - MAX — ScanSoft PaperPort document - MIFF — ImageMagick's native file format - MNG — Multiple-image Network Graphics, the animated version of PNG - MSP — a format used by old versions of Microsoft Paint; replaced by BMP in Microsoft Windows 3.0 - NITF — A U.S. Government standard commonly used in Intelligence systems - OTB — Over The Air bitmap, специфікація, розроблена Nokia для чорно-білих зображень для мобільних телефонів - PBM — Portable bitmap - PC1 — Low resolution, compressed Degas picture file - PC2 — Medium resolution, compressed Degas picture file - PC3 — High resolution, compressed Degas picture file - PCF — Pixel Coordination Format - PCX — a lossless format used by ZSoft's PC Paint, popular for a time on DOS systems. - PDN — Paint.NET image file - PGM — Portable graymap - PI1 — Low resolution, uncompressed Degas picture file - PI2 — Medium resolution, uncompressed Degas picture file; also Portrait Innovations encrypted image format - PI3 — High resolution, uncompressed Degas picture file - PICT, PCT — Apple Macintosh PICT image - PNG — Portable Network Graphic (lossless, recommended for display and edition of graphic images) - PNM — Portable anymap graphic bitmap image - PNS — PNG Stereo - PPM — Portable Pixmap (Pixel Map) image - PSB — Adobe Photoshop Big image file (for large files) - PSD, PDD — Adobe Photoshop Drawing - PSP — Paint Shop Pro image - PX — Pixel image editor image file - PXM — Pixelmator image file - PXR — Pixar Image Computer image file - QFX — QuickLink Fax image - RAW — General term for minimally processed image data (acquired by a digital camera) - RLE — a run-length encoding image - SCT — Scitex Continuous Tone image file - SGI, RGB, INT, BW — Silicon Graphics Image - TGA (.tga, .targa, .icb, .vda, .vst, .pix) — Truevision TGA (Targa) image - TIFF (.tif or .tiff) — Tagged Image File Format (usually lossless, but many variants exist, including lossy ones) - TIFF/EP (.tif or .tiff) — Tag Image File Format / Electronic Photography, ISO 12234-2; tends to be used as a basis for other formats rather than in its own right. - VTF — Valve Texture Format - XBM — X Window System Bitmap - XCF — GIMP image (from Gimp's origin at the eXperimental Computing Facility of the University of California) - XPM — X Window System Pixmap - ZIF — Zoomable/Zoomify Image Format (a web-friendly, TIFF-based, zoomable image format) |

### Векторна графіка
Векторна графіка використовує геометричні примітиви, такі як точки, лінії, криві та багатокутники для зображення зображень.
- 3DV — 3-D каркасна графіка Оскара Гарсія
- AMF — Формат файлів додаткового виготовлення
- AWG — Ability Draw
- AI — Adobe Illustrator Document
- CGM — метафайл комп'ютерної графіки, стандарт ISO
- CDR — документ CorelDRAW
- CMX — векторне зображення CorelDRAW
- DP — Файл програми малювання для PERQ[27]
- Формат файлу обміну файлами DXF — ASCII, що використовується в AutoCAD та інших CAD-програмах
- E2D — двовимірна векторна графіка, що використовується редактором, що входить до JFire
- EGT — Універсальний документ EGT, зображення EGT Vector Draw використовуються для малювання вектора на вебсайті
- EPS — інкапсульований поштовий скрипт
- FS — файл FlexiPro
- GBR — файл Gerber
- ODG — Малюнок OpenDocument
- MOVIE.BYU — 3D-векторний файл для багатокутників, координат і більш складних форм
- RenderMan — відображає затінення у 2D та 3D пейзажах
- SVG — масштабована векторна графіка, використовує XML
- Мови опису сцен (формати 3D-векторних зображень)
  - STL — формат стереолітографічних даних, що використовується різними системами CAD та стереолітографічними друкарськими машинами.
  - VRML Використовує розширення .wrl — Мова моделювання віртуальної реальності для створення тривимірних вебзображень.
  - X3D
- SXD — OpenOffice.org XML (застарілий) Малювання
- V2D — дизайн ваучера, використовуваний управлінням ваучерів, включеним в JFire
- VDOC — векторний формат, який використовується у Future Corporation, що використовується у програмному забезпеченні AnyCut, CutStorm, DrawCut, DragonCut, FutureDRAW, MasterCut, SignMaster, VinylMaster
- VSD — Векторний формат, який використовується Microsoft Visio
- VSDX — Векторний формат, використовуваний MS Visio та відкритий VSDX Annotator
- VND — цифровий файл малювання бачення, який використовується в TypeEdit, Gravostyle .
- WMF — метафайл Windows
- EMF — вдосконалений (Windows) MetaFile, розширення до WMF
- Мистецтво — Xara — Малювання (замінено XAR)
- XAR — Xara — малювання

### 3D графіка
3D-графіка - це 3D-моделі, які дозволяють будувати моделі в режимі рендерингу або в режимі реального часу.
- 3DMF — QuickDraw 3D Metafile (.3dmf)
- 3DM — 3D-модель ініціативи OpenNURBS (використовується Rhinoceros 3D) (.3dm)
- 3MF — Формат виготовлення Microsoft 3D (.3mf)[18]
- 3DS — застаріла модель 3D-студії (.3ds)
- ABC — Alembic (комп'ютерна графіка)
- AC — модель AC3D (.ac)
- AMF — Формат файлів додаткового виготовлення
- AN8 — Anim8or Модель (.an8)
- AOI — модель мистецтва ілюзії (.aoi)
- ASM — PTC Creo зборка (.asm)
- B3D — модель Blitz3D (.b3d)
- blend — Блендер (.blend)
- BLOCK — Зашифровані файли сумішей зашифровані Blender (.block)
- BMD3 — формат фірмової моделі J3D від першої сторони Nintendo GameCube (.bmd)
- BDL4 — формат фірмової моделі J3D, що є стороннім виробником Nintendo GameCube та Wii (2002, 2006—2010) (.bdl)
- BRRES — фірмова модель власного формату Nintendo Wii 2010+ (.brres)
- BFRES — Nintendo Wii U та пізніші версії Перемикайте формат фірмової фірмової моделі
- C4D — кінотеатр 4D (.c4d)
- Cal3D — Cal3D (.cal3d)
- CCP4 — рентгенівські кристалографічні вокселі (електронна щільність)
- CFL — бібліотека стислих файлів (.cfl)
- COB — об'єкт Caligari (.cob)
- CORE3D — 3D віртуальний файл Coreona 3D Coreona (.core3d)
- CTM — OpenCTM (.ctm)
- DAE — COLLADA (.dae)
- DFF — Бінарний потік RenderWare, який зазвичай використовується в грі Grand Theft Auto III -era, а також інші титри RenderWare
- DPM — deepMesh (.dpm)
- DTS — двигун ігрового моменту (.dts)
- EGG — двигун Panda3D
- ФАКТ — електричне зображення (.fac)
- FBX — Autodesk FBX (.fbx)
- G — геометрія BRL-CAD (.g)
- GLB — двійкова форма GLTF, необхідна для завантаження у Facebook 3D Posts . (.glb)
- GLM — Ghoul Mesh (.glm)
- glTF — стандарт JSON, розроблений групою Khronos (.gltf)
- IOB — уявіть собі (програмне забезпечення для 3D моделювання) (.iob)
- JAS — Гепард 3D- файл (.jas)
- LWO — об'єкт Lightwave (.lwo)
- LWS — Lightwave Scene (.lws)
- LXF — файл моделі цифрового дизайнера LEGO (.lxf)
- LXO — файл Luxology Modo (програмне забезпечення) (.lxo)
- MA — Файл ASCII Autodesk Maya (.ma)
- MAX — файл Autodesk 3D Studio Max (.max)
- MB — Двійковий файл Autodesk Maya (.mb)
- MD2 — Формат моделі Quake 2 (.md2)
- MD3 — Формат моделі Quake 3 (.md3)
- MD5 — Формат моделі Doom 3 (.md5)
- MDX — власний формат моделі Blizzard Entertainment (.mdx)
- MESH — Нью-Йоркський університет (.m)
- MESH — Meshwork Model (.mesh)
- MM3D — модель Misfit 3d (.mm3d)
- MPO — Мультифотовий об'єкт — Цей стандарт JPEG використовується для 3D-зображень, як і для Nintendo 3DS
- MRC — вокселі в кріоелектронній мікроскопії
- NIF — Файл Gamebryo NetImmerse (.nif)
- OBJ — файл Wavefront .obj (.obj)
- OFF — OFF Формат файлу об'єкта (.off)
- OGEX — Відкритий формат ігрового обміну (OpenGEX) (.ogex)
- PLY — Формат файлу багатокутника / Формат трикутника Стенфорда (.ply)
- КНР — Adobe PRC (вбудований у PDF- файли)
- PRT — крео-частина PTC (.prt)
- POV — документ POV-Ray (.pov)
- R3D — Realsoft 3D (Real-3D) (.r3d)
- RWX — RenderWare Object (.rwx)
- SIA — Nevercenter Silo Object (.sia)
- SIB — Силовий об'єкт Nevercenter (.sib)
- SKP — файл Google Sketchup (.skp)
- SLDASM — документ про збірку SolidWorks (.sldasm)
- SLDPRT — частина документа SolidWorks (.sldprt)
- SMD — Valve Studiomdl Формат даних (.smd)
- U3D — Універсальний 3D- формат (.u3d)
- USD — Універсальний опис сцени (.usd)
- USDA — Універсальний опис сцени, текстовий формат, прочитаний людиною (.usda)
- USDC — Універсальний опис сцени, двійковий формат (.usdc)
- USDZ — Універсальний опис сцени Zip (.usdz)
- VIM — Revizto візуальної інформації про форматі модель (.vimproj)
- VRML97 — мова моделювання віртуальної реальності VRML (.wrl)
- VUE — файл сцени Vue (.vue)
- VWX — Vectorworks (.vwx)
- WINGS — wings3d (.wings)
- W3D — 3D модель Вествуда (.w3d)
- X — 3D-модель DirectX (.x)
- X3D — Розширюваний 3D (.x3d)
- Z3D — Zmodeler (.z3d)